# Merkur Group
Die Merkur Group (amtlich: Merkur.com AG; bis 2023: Gauselmann AG) ist ein Unternehmen der Glücksspiel-Branche mit Sitz in Espelkamp, das 1957 von Paul Gauselmann gegründet wurde. Das Unternehmen entwickelt, produziert und vertreibt Spielautomaten, betreibt eine Spielhallenkette und ist darüber hinaus in den Bereichen Sportwetten, Online-Gaming, Finanzdienstleistungen und Spielbanken tätig.

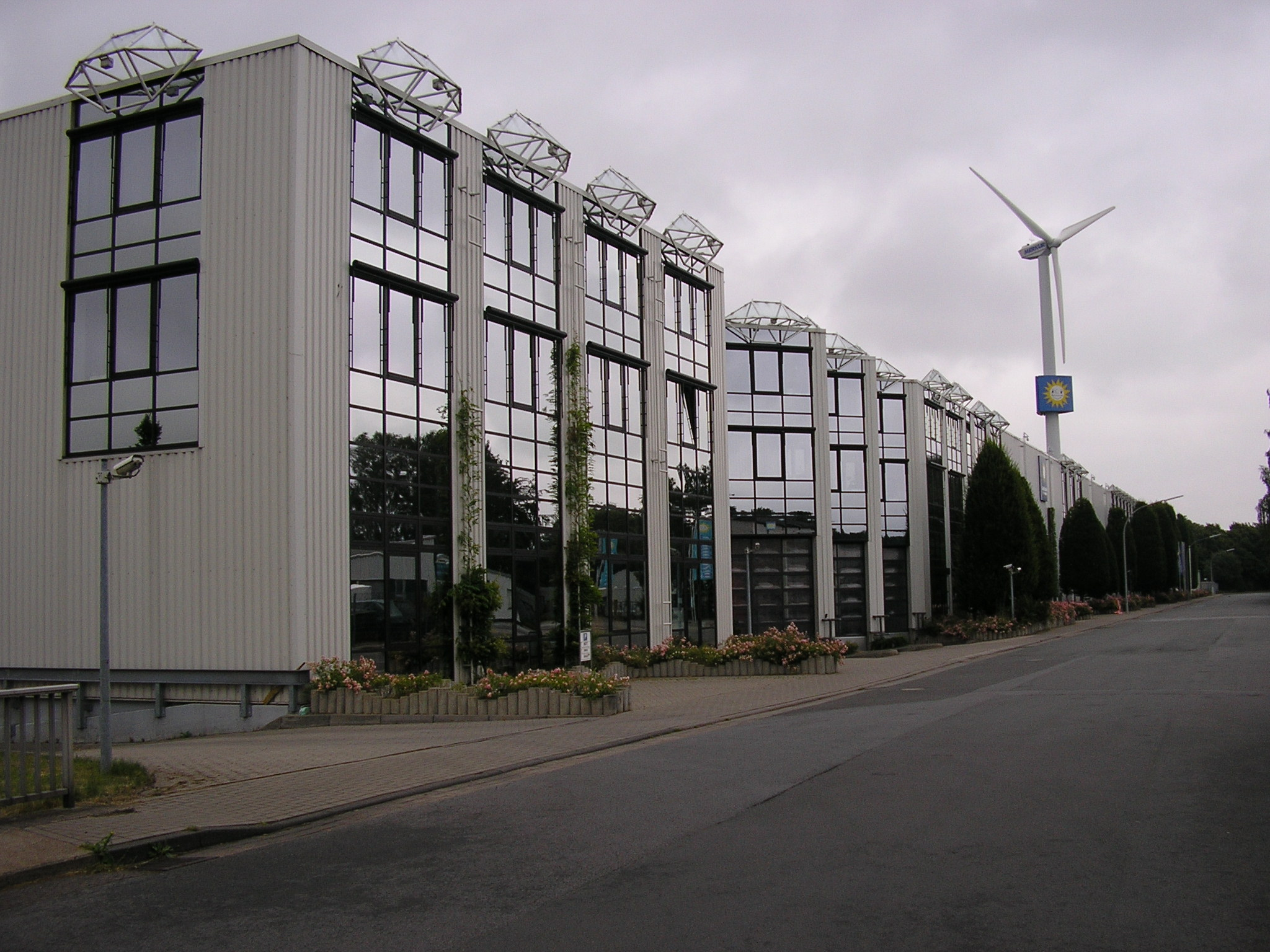
Gebäude der Firma Gauselmann in Lübbecke

## Unternehmensgruppe

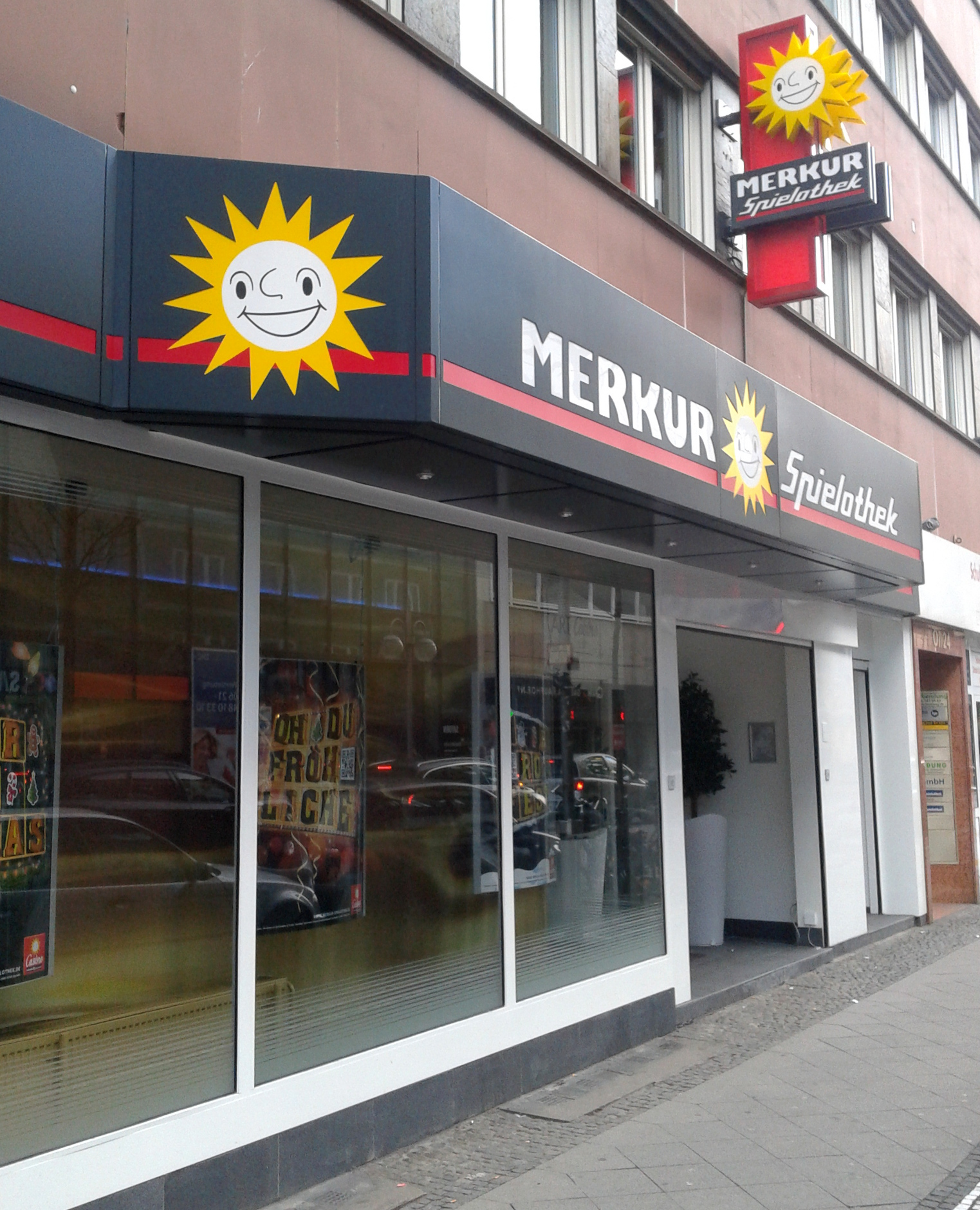
Merkur-Spielothek in Mannheim

Die Unternehmensgruppe ist seit 2016 eine Familienstiftung der vormaligen Inhaberfamilie Gauselmann. Gründer und Sprecher der Unternehmensgruppe ist der 1934 geborene Paul Gauselmann, der auch Vorstandssprecher der Aktiengesellschaft war. Der Markenname, unter dem mehrere Unternehmen der Gauselmann-Gruppe auftreten, ist Merkur. Er wurde erstmals 1977 für den Spieleautomaten Merkur B verwendet.
Die Merkur Group ist (Stand 31. Dezember 2020) an 212 Unternehmen beteiligt, davon sind 46 wesentlich operativ. Etwas mehr als die Hälfte der Unternehmen der Merkur Group hat den Firmensitz in Deutschland.
Das gesamte Geschäftsvolumen der verschiedenen Unternehmensbereiche lag im Geschäftsjahr 2020 nach einer vorübergehenden, coronabedingten Schließung im Lockdown bei 1,83 Mrd. Euro, rund 770 Mio. EUR weniger als noch im Vorjahr. Die Gauselmann-Gruppe hat einen Exportanteil von rund 60 %. Am Ende des Geschäftsjahres 2019 waren weltweit rund 14.000 Mitarbeiter bei der Merkur Group beschäftigt, darunter 250 Auszubildende, dual Studierende und Praktikanten. Zum 31. Dezember 2020 betrug die Zahl der Mitarbeiter 13.029.
Die Merkur Group ist an Spielbanken in Deutschland beteiligt und betreibt des Weiteren Spielbanken auf Kreuzfahrtschiffen. Darüber hinaus vermarktet und betreibt die Merkur Group auch Online-Casino-Lösungen, Online-Spiele und Sportwetten unter dem Dach der adp Merkur GmbH.

## Geschichte

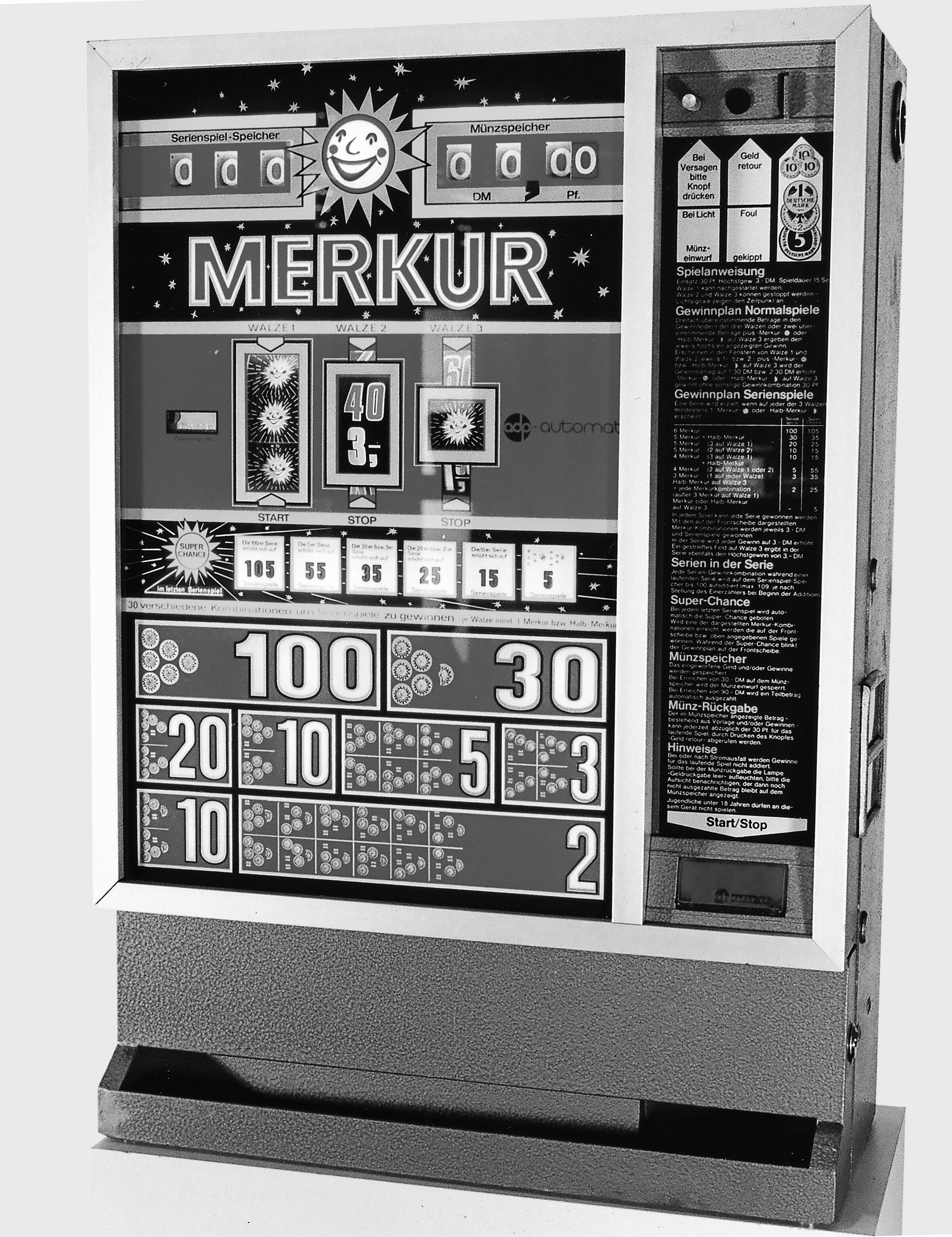
Der Merkur B ist das erste selbstentwickelte Geldspielgerät von Paul Gauselmann, das 1977 auf den Markt kam. Den Namen Merkur wählte er, da 1977 das Jahr des Merkurs war, dem Gott der Händler und Kaufleute.

Der Fernmelderevisor Paul Gauselmann begann seine Karriere im Spielautomatengeschäft 1956, als er kurzzeitig bei einem Spielautomatenimporteur in Coesfeld zu arbeiten begann. In seiner Freizeit entwickelte er einen Fernwähler für Musikboxen, was ihm rasch zu einer Anstellung in der Entwicklungsabteilung der Firma Harting in Espelkamp verhalf. Dort konstruierte Gauselmann elektronische Musik- und Zigarettenautomaten und wurde 1960 Abteilungsleiter der Entwicklungsabteilung für Automaten.
Aus Gauselmanns Hobby, der Musikautomatenentwicklung, wurde 1957 ein Gewerbe, dem er neben seiner eigentlichen Tätigkeit bei Harting nachging. Das Startkapital der Firma waren 17 Musikboxen, 100.000 DM quergeschriebene Wechsel und 2000 DM Erspartes. 1958 stieg Willi Gauselmann in das Geschäft ein, 1962 folgte Eugen Gauselmann. Das Unternehmen firmierte fortan unter dem Namen Gebrüder Gauselmann. 1964 gab Paul Gauselmann seine Arbeit bei Harting auf und konzentrierte sich vollständig auf seine Firma, die bereits 15 Mitarbeiter hatte. Das Geschäftsmodell war das Aufstellen von aus den Vereinigten Staaten importierten Musikautomaten in Gaststätten.
1970 gründete Gauselmann das Unternehmen Gauselmann Großhandel, das Automaten von Fremdherstellern vertrieb. Nachdem es 1972 zu einem Lieferboykott eines Automatenherstellers gekommen war, entschloss Gauselmann, zusammen mit Friedel Horstmann eigene Spielautomaten zu entwickeln. 1972 gründete Gauselmann die adp Gauselmann GmbH und begann mit der Entwicklung eines eigenen Spielautomaten. 1974 eröffnete Gauselmann in Delmenhorst die erste Spielhalle mit dem Namen Casino Merkur-Spielothek. Unter der Marke Merkur betreibt Gauselmann heute (2021) europaweit über 800 Spielhallen, davon etwa die Hälfte in Deutschland.
Im Dezember 1976 erteilte die Physikalisch-Technische Bundesanstalt die Zulassung für Gauselmanns ersten Spielautomaten, der ab 1977 unter dem Namen Merkur B vertrieben wurde. Durch den Merkur B konnte Gauselmann einen beträchtlichen Marktanteil auf dem deutschen Spieleautomatenmarkt gewinnen. Die Unternehmen der Gauselmann-Gruppe wurden 1980 in der als Holding auftretenden Gauselmann AG zusammengefasst. Bis 1984 konnte die adp Gauselmann GmbH den Marktanteil auf über 50 % steigern, wodurch es zum Marktführer wurde, der Jahresumsatz der Gauselmann AG betrug zum selben Zeitpunkt 470 Millionen Deutsche Mark. Im Folgejahr 1985 verbuchte das Unternehmen einen Umsatzzuwachs von 19 % auf 560 Millionen Deutsche Mark, den es mit 2250 Beschäftigten erwirtschaftete. Seit 1986 ist Gauselmann außerhalb Deutschlands unter der Marke Merkur aktiv. Im selben Jahr setzte die Gauselmann-Gruppe bundesweit 650 Millionen Deutsche Mark um und hatte mehr als 3250 Vollzeitbeschäftigte sowie 69 Auszubildende.
Nach der deutschen Wiedervereinigung konnte die Gauselmann-Gruppe eine starke Umsatzsteigerung verbuchen. 1991 überschritt der Jahresumsatz erstmalig die Marke von einer Milliarde Deutsche Mark. In der Branche zeichnete sich ab Jahresende 1991 ein Umsatzeinbruch an, doch konnte die Gauselmann-Gruppe 1992 durch eine Strukturreform einen starken Umsatzrückgang vermeiden. 1993 stieg Gauselmann mit der GeWeTe Geldwechsel- und Sicherheitstechnik GmbH in das Geschäft der Geldmanagementsysteme und Kassenautomaten ein, 1999 folgte mit HESS Cash Systems ein Unternehmen für geldverarbeitende Systemlösungen rund um das Cash-Handling und Zahlungssysteme für Banken, öffentliche Einrichtungen und Handelsunternehmen. 1999 wurde die Paul und Karin Gauselmann Stiftung gegründet, die als Förderer sozialer und kultureller Projekte auftrat. 2005 entstand die Merkur Gaming GmbH, die innerhalb der Gauselmann-Gruppe die Entwicklung und den Vertrieb von Geldspielgeräten übernahm. Das Geschäft wurde 2015 organisatorisch in die adp Gauselmann GmbH eingegliedert, der Markenname Merkur blieb aber erhalten.
Im Jahr 2013 stieg Gauselmann in den Spielbanken-Bereich ein. Im April 2014 berichtete das Nachrichtenmagazin Der Spiegel, dass eine Gruppe Krimineller zwei Monate zuvor in einer koordinierten Aktion eine Lücke in der Software der Merkur-Spielautomaten ausgenutzt hätte. Der entstandene Schaden habe „laut Brancheninsidern zehn Millionen Euro“ betragen. Die gesetzlichen Rahmenbedingungen zum Manipulationsschutz von Spielgeräten wurden seitdem dahingehend geändert, dass die Daten der Spielgeräte dauerhaft so aufgezeichnet werden müssen, dass sie jederzeit elektronisch auslesbar und vor Manipulationen geschützt sind.
Zum 1. Januar 2016 wurde die Gauselmann Familienstiftung Alleingesellschafterin der Gauselmann-Gruppe. Seitdem fällt sie sämtliche wirtschaftlichen und strategischen Entscheidungen der Unternehmensgruppe. 2016 erhielt Gauselmann eine Genehmigung für den Betrieb von vier Spielbanken auf Kreuzfahrtschiffen der Reederei TUI Cruises. Insgesamt produzierte Gauselmann bis 2017 über 2 Millionen Spielautomaten der Marke Merkur. 2020 wurde Gauselmann Hauptanteilseigner des Internetwettenanbieters Bede Gaming.
Zur Digitalisierung und Internationalisierung der Unternehmensgruppe hat die Gauselmann Gruppe 2022 erst die Umbenennung der adp Gauselmann GmbH in adp Merkur GmbH und zum Jahresbeginn 2024 die Umbenennung der Gauselmann AG in Merkur.com AG bzw. der Gauselmann Gruppe in die Merkur Group vollzogen. Zum 1. Oktober 2024 ging Unternehmensgründer Paul Gauselmann in den Ruhestand. Sein Nachfolger als Vorstandssprecher wurde Lars Felderhoff, welcher bisher für Finanzen, Immobilien und Personal zuständig war. Den Aufsichtsrats- und Stiftungsvorsitz übernahm sein Sohn Michael.

## Auftritt als Sponsor
Die Merkur Group fördert insbesondere im Umkreis des Stammsitzes in Espelkamp sportliche, kulturelle, ökologische und soziale Einrichtungen, Initiativen und Institutionen. So unterstützte die Paul und Karin Gauselmann Stiftung in den Jahren 2020 und 2021 mehr als 225 Projekte im Kreis Minden-Lübbecke mit insgesamt 450.000 Euro. Des Weiteren tritt die Merkur Group bundesweit als Sponsor in Erscheinung – sie besitzt zum Beispiel die Namensrechte am Stadion Merkur Spiel-Arena, in dem Fortuna Düsseldorf seine Heimspiele austrägt. Darüber hinaus unterstützt sie auch die Düsseldorfer Eislauf-Gemeinschaft, den Tischtennisverein Borussia Düsseldorf und das dortige Olympiateam. Seit 2013 ist Gauselmann auch Exklusivpartner des DSC Arminia Bielefeld.

## Kritik

### Bauliche Veränderungen an Spielautomaten
Von August 2004 bis März 2009 mit einer Unterbrechung von Februar bis Juli 2007 ermittelte die Staatsanwaltschaft Augsburg und später die Staatsanwaltschaft Bielefeld gegen fünf Unternehmen der Merkur Group wegen des Verdachts der Manipulation von Spielautomaten für ungleiche Gewinnchancen. Die Physikalisch-Technische Bundesanstalt stellte bis zum 7. Januar 2007 keine nachträglichen baulichen Veränderungen an den von ihr untersuchten Gauselmann-Automaten fest, die den Spielerschutz betroffen hätten. Eine externe Steuerung von Gewinnauszahlungen wurde nicht nachgewiesen. Am 26. März 2009 wurden die Ermittlungen eingestellt.

### Parteispenden
Im Februar 2011 berichtete die Süddeutsche Zeitung in zwei Artikeln, dass es von Seiten der Merkur Group zu unerlaubten Parteispenden an Union, SPD, FDP und Grüne gekommen sei. Die Staatsanwaltschaft Bielefeld nahm daraufhin Ermittlungen auf. Laut SZ soll Paul Gauselmann große offenlegungspflichtige Parteispenden gestückelt und im Namen seiner Führungskräfte in kleinen Beträgen an Abgeordnete verschickt haben, um so die Veröffentlichung der Spenden in den Rechenschaftsberichten der Parteien zu umgehen. In Jahren mit Bundestagswahlen sollen bis zu 70.000 Euro, in anderen Jahren bis zu 50.000 Euro geflossen sein. In Summe habe die Merkur Group von 1990 bis 2010 mehr als eine Million Euro an verschiedene Parteien gespendet. Die Staatsanwaltschaft Bielefeld konnte keine Anhaltspunkte für die Anschuldigungen finden und stellte die Ermittlungen gegen Gauselmann im April 2011 ein.
Im September 2012 wurde der Merkur Group vorgeworfen, zu überhöhten Preisen Gesellschafteranteile von zwei Tochterunternehmen der FDP erworben zu haben und so eine undeklarierte Parteispende getätigt zu haben. In einer Erwiderung des Unternehmens wurde der Kaufpreis in Höhe von 1,3 Mio. Euro als angemessen in Relation zum Gewinn der Beteiligungen bezeichnet. Die Bundestagsverwaltung erklärte nach einer Prüfung des Vorgangs, der Verdacht einer verdeckten Spendenzahlung sei unbegründet.

### Paradise Papers
Auf Basis der Recherchen in den Paradise Papers wurde 2017 der Vorwurf erhoben, dass eine zur Merkur Group gehörende Tochterfirma auf der Isle of Man Lizenzen für Online-Casinos angeboten hätte, deren Nutzung in Deutschland illegal sei. Auch Verschleierungsvorwürfe zum Zweck der Steuerverkürzung wurden erhoben. Beide Vorwürfe wurden durch die Merkur Group zurückgewiesen. Zu einer Strafverfolgung kam es nicht.

### Sicherheitslücke Online-Casinos
Im März 2025 wurde eine Sicherheitslücke in den drei von Tochtergesellschaften der Merkur AG betriebenen Online-Casinos bekannt. Durch eine öffentlich zugängliche GraphQL-Schnittstelle waren personenbezogene Daten von über 800.000 Spielern ungeschützt zugänglich. Die Tochtergesellschaften nutzten Casinosoftware der maltesischen Firma „the mill adventures“, die von der Sicherheitsforscherin Lilith Wittmann untersucht wurde. Nach Aufdeckung der Lücke setzte die Merkur Group die Spielmöglichkeiten auf den drei betroffenen Plattformen aus und schloss die Lücken. Wittmann gab an, neben den drei legalen und gemeldeten Online-Casinos auch illegal betriebene Instanzen auf Servern des Dienstleisters gefunden zu haben, die inzwischen durch diesen abgeschaltet wurden.

### Haltung zur Spielsucht
In der Talkrunde Menschen bei Maischberger erläuterte Vorstandsvorsitzender Paul Gauselmann 2012, dass es für Spielsüchtige nichts bringe, sich in Kasinos für die Teilnahme sperren zu lassen. Vielmehr würden diese dann auf das Internet ausweichen.
Bei der Eröffnung einer Fachmesse sagte Gauselmann: In allen Kinderzimmern wird genauso geballert wie an unseren Automaten.